# Опашката на дявола
„Опашката на дявола“ е български игрален филм (драма) от 2001 година, по сценарий и режисура на Димитър Петков. Оператор е Христо Бакалов. Музиката във филма е композирана от Стоян Янкулов.

## Сюжет
Млад музикант възстановява собствеността си върху семейна къща. Странни хора се навъртат около дома му и стават все по-настоятелни в желанието си да откупят имота. Но той не се продава. Музикантът не взема на сериозно заплахата, защото има лични проблеми между ъглите на любовен триъгълник. И се оказва, че е настъпал дявола по опашката… За да си върне любовта, той е готов да се помоли дори на Дявола. Но когато се молиш на Дявола, трябва да сключиш сделка, а залогът е голям...

## Продукция

### Локации
Филмът е заснет почти изцяло в или около старинната къща на ул. „Сан Стефано“ № 6 в София, известна като „Къщата с ягодите“. Сградата заема ключовото място на завръзка в сюжета на филма.

## Актьорски състав
- Самуел Финци – Павел Кръстев
- Стефка Янорова – Соня Стоева, оперната певица
- Ана Пападопулу – Марта
- Мариус Куркински – адвокат Шейтанов
- Златина Тодева – баба Гина
- Крикор Азарян – човекът в черно
- Александър Дойнов – продуцентът
- Георги Къркеланов – шофьор
- Кирил Кавадарков – кръчмарят
- Мариана Жикич – журналистката Искра
- Ненчо Илчев – внукът Исах
- Стефан Сърчаджиев – звукарят
- Деян Донков – обущарят
- Филип Аврамов – операторът
- Григор Паликаров – диригентът
- Алики Йоанинду – монтажистката
- Стоян Янкулов – барабанистът
- Веселин Иванов – контрабасистът
- Анатоли Вапиров – саксофонистът
- Румен Тосков – пианистът
- Георги Къркеланов – шофьор
- Стефания Колева – приятелка
- Маргарита Хлебарова
- Стефан Спасов
- Марлен Тодорова
- Антон Коларов

## Отзиви

### Критика
Филмът получава изцяло положителни отзиви от българската критика.

### Награди
Филмът е посрещнат изключително радушно от фестивалната публика и критика и получава множество награди от престижни фестивали.
- Фестивал на българския филм „Златна роза“ – Награда за режисура, награда на филмовата критика;
- Международен телевизионен фестивал „Златната ракла“, Пловдив 2001 г. – Специална награда на журито и награда за операторско майсторство;
- Международен фестивал “Любовта е лудост”, Варна 2002 – Специална награда на журито;
- Международен кинофестивал Кинотавър, Сочи – официална селекция;[1]
- Международния телевизионен фестивал „Златна нимфа“, Монте Карло 2002 г. – Награда за режисура;[6]

Други награди:
- Награда на Столичната община за принос в развитието на културата, София 2002 г.
- Годишни награди на СБФД 2003 г. – Награди за сценарий и операторско майсторство.